# كيموتسوكي
كيموتسوكي هي بلدية في اليابان، وبلدة في اليابان، تقع في كاغوشيما، ومقاطعة كيموتسوكي، بلغ عدد سكانها 14,897 نسمة وذلك حسب إحصائيات سنة 2018، تبلغ مساحتها 308.10 كيلومتر مربع.

## الموقع
تشترك في الحدود مع:
- كانويا، كاغوشيما.